# Achalsopeli (gmina Gardabani)
Achalsopeli – wieś w Gruzji, w Dolnej Kartlii, w gminie Gardabani, nad rzeką Kurą. Leży na wysokości 820 m n.p.m., w odległości 45 km od miasta Gardabani, na trasie kolejowej Tbilisi-Baku. W 2002 roku liczyła 1827 mieszkańców.